# 松沢俊夫
松沢 俊夫（まつざわ としお、1933年8月29日 - 2020年9月22日）は、東京都出身の競馬評論家。
研究ニューストラックマンの弟・松沢昭夫は、かつて岡部幸雄のエージェントとしても活躍。

## 経歴
父は騎手。幼少の頃から馬と接して育ち、3歳から中山競馬場の厩舎を遊び場として育つ。5歳の時に遊び相手の馬を追い掛け回すあまり、後ろ脚で頭部を蹴られて瀕死の重傷を負うが、奇跡的に一命を取りとめる。
1951年、トキノミノルが勝った皐月賞の時に専門紙の競馬研究へ入社。以降、ラジオ関東、ラジオたんぱの解説者を経て、1984年から2002年まで中央競馬ワイド中継・ハイライト（CTC・TVK・TVS）に出演。ハイライトは1984年4月7日の第1回から阿部幸太郎と共に出演し、番組後半の桜花賞展望ではダイアナソロン（3番人気1着）を1番手評価したが、これを聞いたゲストの加藤みどり（声優）が「そんなに松沢さんがダイアナソロンを推していらっしゃると…」と、自身の本命ファイアーダンサー（2番人気9着）との間で迷っていた。
紙面ではコラム「ズバリこの馬」「返し馬判断」を担当し、1995年東京優駿のタヤスツヨシ・ジェニュインの一点を的中。作家の安部譲二は自身の著書の中で「パドック解説でいろいろ馬鹿なことをいう連中の中で、松沢俊夫には馬を見る目があります。専門紙の『競馬研究』で「返し馬判断」をやっていますが、その記事に彼の能力の片鱗がうかがえます。いいところを見ています。」と評価している。
その後も毎週、美浦トレーニングセンターで調教を取材し、グリーンチャンネルやJRAでの調教VTR解説を担当。
退社後は2003年から競馬情報サイト「ホースシューズ」で執筆していたが、2017年引退。